# セトリミド寒天培地

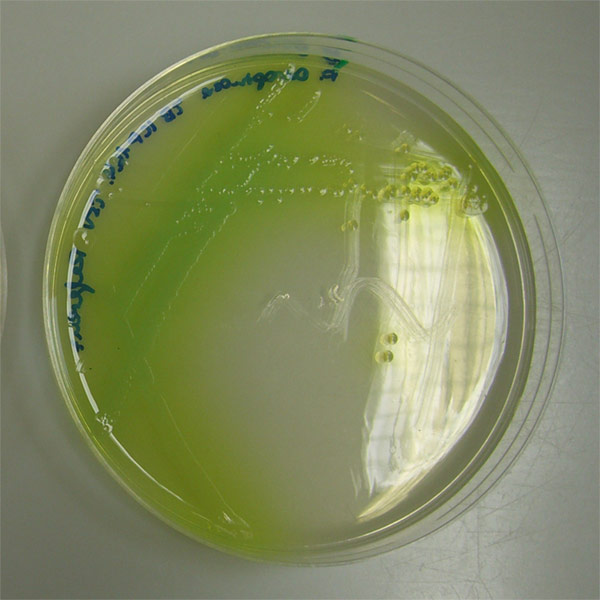
P. aeruginosa with yellow-green pycocyanin-pigment on cetrimid agar-agar

セトリミド寒天培地（セトリミドかんてんばいち、英：Cetrimide agar）はグラム陰性菌である緑膿菌の選択分離に使用される寒天培地である。その名が示すように、セトリミドが含まれており、これは微生物叢に対する選択薬である。セトリミドはまた、特徴的な青緑色のピオシアニンや黄緑色のピオベルジンのようなPseudomonasの色素の産生を促進する。
セトリミド寒天培地は、緑膿菌の存在の試験のため、化粧品、医薬品、臨床検体で広く使用されている。